# Blusen
Blusen bzw. Blusn ist die Bezeichnung für einen Einzelhof bzw. ein Einzelhaus in der Gemeinde Prägraten am Großvenediger. Blusen wird zur Fraktion Sankt Andrä gezählt und wurde bis 1971 gemeinsam mit dem benachbarten Hof Losach als Streusiedlung Losach-Blusen ausgewiesen.

## Geographie
Der Hof Blusen liegt an der rechten Talseite der Isel am gegenüberliegenden Ufer vom nördlich gelegenen Bichl bzw. Sankt Andrä. Östlich von Blusen liegt der ebenfalls zu Sankt Andrä zählen Losachhof und die Streusiedlung Gritzach, über die Blusen von Sankt Andrä aus per Fahrweg erreichbar ist.

## Geschichte
Blusen wurde von der Statistik Austria lange Zeit nicht eigens genannt, sondern als Teil von Sankt Andrä miteingerechnet. Erst im Zuge der Volkszählung 1951 wurden die benachbarten Höfe als Streusiedlung Losach-Blusen bestehend aus zwei Häusern mit acht Einwohnern extra ausgewiesen. 1961 lebten in den beiden Höfen 17 Menschen, 1971 waren es acht. Als Einzelhaus taucht Blusen erstmals alleinestehend im Ortsverzeichnis 1981 der Statistik Austria auf. Zu dieser Zeit lebten jedoch nur noch zwei Menschen in Blusen. Seit 1991 werden Blusen und Losach zwar als eigenständige Einzelhöfe bzw. Einzelhäuser jedoch ohne Bevölkerungszahlen oder weitere Daten ausgewiesen.